# Zhandra De Abreu
Zhandra Anabelle de Abreu Polo (Caracas, 12 de enero de 1979) es una actriz, animadora y locutora venezolana. Zhandra se hizo conocer gracias a los canales RCTV y Venevisión. Fue parte de El Club de los Tigritos de Venevisión. Ha trabajado en numerosas telenovelas. También se destaca en los teatros y siendo locutora.
En el año 2001 incursiona en la animación de un programa infantil llamado Taima, transmitido por Televen.

## Filmografía

### Telenovelas
- Entre tú y yo (telenovela) (1997/Venevisión) Valentina Casanueva
- Jugando a ganar (1998/Venevisión) Mariángela
- Toda Mujer (1999/Venevisión) Vanessa
- La soberana (2001/RCTV) Carmina Argudo
- Juana, la virgen (2002/RCTV)... Kiara
- Rebeca (2003/Venevisión Internacional) Patty Linares
- El desprecio (2006/RCTV) Elisa Salas
- Pura pinta (2007/RCTV)... Dubravska Golis
- Torrente, un torbellino de pasiones (2008/Venevisión) Paola Vettini
- Los misterios del amor (2009/Venevisión... Hija de Alberto
- De todas maneras Rosa (2013/Venevisión)... Estela Bellomo
- Nora (2014/Televen)

### Películas
- La primera vez (1997) Camila
- Son de la calle (2009) Marice

### Vídeos musicales
- Caramelos de Cianuro - El último Polvo (2004)
- Elías Masri - Como Tú No Hay Nadie (2016)